# Rocky (película)

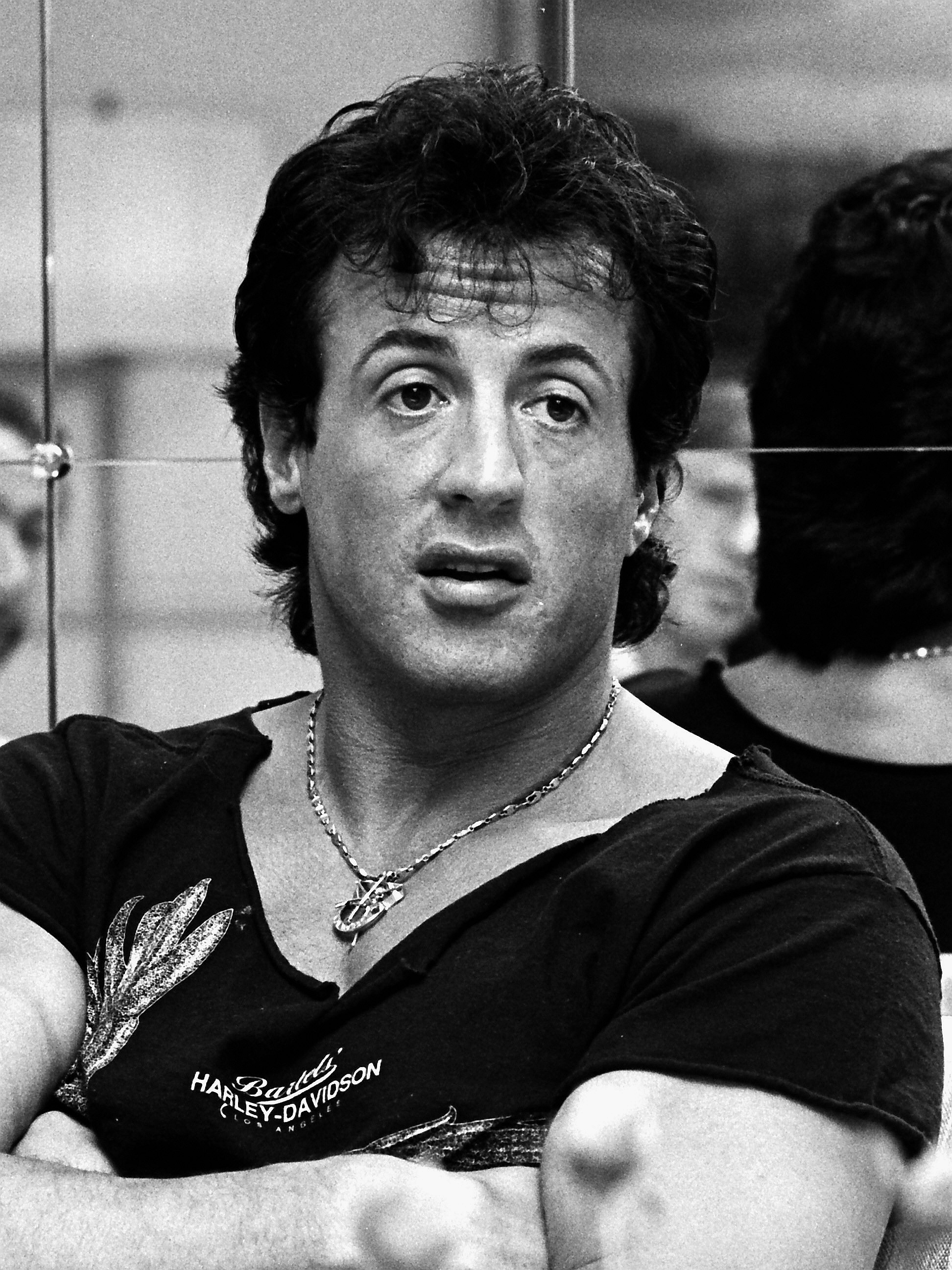
Sylvester Stallone, actor y creador de Rocky.

Rocky es una película estadounidense de 1976 escrita y protagonizada por Sylvester Stallone y dirigida por John G. Avildsen. La historia narra la búsqueda del sueño americano por parte de Rocky Balboa, un italoestadounidense de clase baja que se dedica a cobrar los créditos de un prestamista de Filadelfia. Aunque tiene talento para el boxeo, le falta motivación, pero la encuentra ante la oportunidad única de combatir por el título de los pesos pesados y por el amor de una mujer. 
El reparto de la película se completa con Talia Shire como Adrianna Pennino, Burt Young como Paulie (el hermano de Adrianne), Burgess Meredith como Mickey Goldmill (su entrenador) y Carl Weathers como Apollo Creed, el campeón mundial y rival de Rocky.
Rocky se convirtió rápidamente en un enorme éxito; recaudando más de 117 millones de dólares solo en Estados Unidos, ganando tres premios Óscar (incluyendo mejor película) y lanzando a Stallone de manera inmediata al estrellato. Se hicieron cinco secuelas y tres spin offs: Rocky II, Rocky III, Rocky IV, Rocky V, Rocky Balboa, Creed y Creed II y Creed III, transcurriendo cuarenta años desde la primera hasta la penúltima.
En 2006, la película fue seleccionada para su conservación por el National Film Registry de la Biblioteca del Congreso de Estados Unidos por ser «cultural, histórica y estéticamente significativa». Rocky es considerada una de las mejores películas sobre deportes de la historia y fue ubicada en la segunda posición, tras Toro salvaje, en una lista de las diez mejores películas de deporte del American Film Institute en 2008. En 2010 Stallone fue elegido para el Salón de la Fama del Boxeo ya que Rocky contribuyó a la difusión de este deporte a través del mundo.

## Argumento
En 1975, Rocky Balboa es un boxeador amateur de treinta años de cuarta categoría que vive en un pequeño apartamento al sureste de Filadelfia, Pensilvania . Su carrera en el ring no parece que vaya a durar mucho tiempo. Se gana la vida como cobrador recaudando deudas para un usurero llamado Tony Gazzo, pero este no cree que Rocky tenga la suficiente malicia para dar una paliza a un moroso cuando sea necesario. Rocky aún se entrena de vez en cuando para no perder la forma, y el que fuera su entrenador, un excampeón de los pesos gallos en la década de los años 1920, Mickey Goldmill, cree que Rocky podría llegar a lo más alto, pero solo si tuviera la voluntad suficiente y se dedicara en cuerpo y alma al boxeo.
Rocky conoce en una tienda de animales a una joven de su misma edad, extremadamente tímida, llamada Adrianne. Es una chica soltera con muchas dificultades para entablar relaciones con los hombres o con cualquiera. Rocky trata de entablar amistad con ella contándole chistes cada mañana y cada noche, pero ella no le toma mucha atención por su misma seriedad y timidez. El hermano mayor de Adrianne, Paulie, que trabaja en una empresa de embalaje de carne, se sorprende gratamente de que alguien se haya interesado en su hermana, con quien llevaba una difícil relación por el mal carácter que siempre había demostrado hacia ella. Así que invita a Rocky a su casa para que ella acepte salir con él y pase el día de Acción de Gracias con Rocky. Este la lleva a una pista de patinaje y están ahí durante diez minutos. Ya en el apartamento de Rocky, Adrianne se muestra muy distante e incómoda y le confiesa que nunca había estado antes en el apartamento de un hombre. Rocky la tranquiliza, se besan y en ese momento empiezan a salir juntos. Poco después Adrianne sorprende a Rocky regalándole un perro de la tienda, uno que había llamado la atención del púgil.
Ajeno a todo aquello, Apollo Creed, el campeón mundial de los pesos pesados, recibe la noticia de que McLee Green, el que iba a ser su próximo oponente, se ha roto la mano. Dado que el resto de boxeadores libres rechaza el combate y solo quedan cinco semanas para que se dispute, Apollo sopesa la idea de escoger a un boxeador desconocido para darle la oportunidad de combatir por el título. Repasa la escena pugilística de Filadelfia y elige que su rival sea Rocky, por la simple y única razón de que le ha gustado el apodo del italoestadounidense: «el semental italiano». Un promotor, llamado George Jergens, arregla la pelea.
Para preparar la pelea, Mickey se ofrece como entrenador de Rocky, cosa que al principio rechaza, pero finalmente acepta y decide entrenar con él en su gimnasio. Al mismo tiempo, Paulie le deja practicar con los cuerpos de los animales que cuelgan del techo en las cámaras frigoríficas de la empresa en la que trabaja. Motivado como nunca por una oportunidad que, quizás, jamás se repita en toda su vida, Rocky entrena y se esfuerza al máximo, finalizando con una subida por las escaleras del Museo de Arte de Filadelfia, mientras en el film suena «Gonna Fly Now» de Bill Conti, una de las escenas más emotivas del filme. Después de tan dura faena, Rocky cree que ya está listo para medirse con Apollo.
Apollo y Rocky se ven por primera vez en una rueda de prensa. Apollo bromea con Rocky pero dice que le respeta. Rocky, internamente, tiene serias dudas de sus posibilidades reales contra Apollo Creed, pero conserva cierto grado de confianza en sí mismo. La pelea se programa para el 1 de enero de 1976, en el Philadelphia Spectrum. El día del combate llega y cuando Rocky se dirige al ring, el público le ovaciona. Pero el momento de locura de la gente allí reunida llega cuando Apollo hace su puesta en escena, vestido como George Washington y repartiendo dinero entre la gente. Al llegar a la base del ring, adopta la pose del Tío Sam y le dice a Rocky: «¡Te quiero a ti!» (parodiando un conocido cartel de reclutamiento para el ejército, donde se veía una imagen del Tío Sam diciendo estas mismas palabras). Rocky y su entrenador no pueden menos que sonreír ante el espectáculo de Creed. Cuando Apollo sube al ring es recibido por el antiguo campeón Joe Frazier, nativo de Filadelfia. Apollo le dice a Rocky que ahora él es el siguiente en caer.
Empieza el combate y Apollo empieza a bailar alrededor de Rocky, para después empezar a lanzarle varios directos en el rostro. Pero al cabo de un rato de castigo por parte de Apollo, Rocky se balancea y le suelta un gancho de izquierda que acaba con Apollo en el suelo, sorprendiendo al público. Este, sorprendido y muy enfadado, se levanta rápidamente.
En ese momento Apollo empieza a tomarse el combate en serio y empieza a castigar severamente a Rocky con poderosos derechazos y directos en la cabeza y la cara del italoestadounidense, dejando a Rocky la cara totalmente ensangrentada. Luego Apollo derriba a Rocky, pero se levanta inmediatamente y el primer asalto termina (rompiéndole la nariz y cerrándole sus dos ojos). Por momentos Rocky también golpea a Apollo, lo que causa que también a este le quede la cara muy lastimada y provoca que también se le cierren los ojos. Además, Rocky ejecuta duros ataques al cuerpo del campeón, con lo que Apollo respira con dificultad. El público delira. En el decimocuarto asalto, después de una serie de directos, Rocky, agotado, finalmente cae a la lona. Pero desobedeciendo el consejo que le llega de su esquina de no continuar peleando y ante la sorpresa del campeón, Rocky consigue ponerse en pie antes de que finalice la cuenta de nueve, y alcanza a Apollo, rompiéndole una costilla. Acaba el asalto y los dos entrenadores les dicen a ambos púgiles que quieren parar la pelea, ya que ambos están muy lastimados, pero los dos se niegan. En la esquina, Rocky le pide a Mickey que le abra el ojo derecho ya que Creed se lo había cerrado y Mickey, aunque se negaba, acaba cediendo a sus peticiones.
Empieza el decimoquinto y último asalto, y Rocky es capaz de poner contra las cuerdas a Apollo, que se salva in extremis cuando suena la campana. Llegan las deliberaciones para conocer al campeón y todo el mundo espera expectante el resultado. Todos, menos Rocky, que busca a alguien entre el público, eludiendo a decenas de periodistas que desean entrevistar al desconocido que castigó tan duramente al campeón.
Cuando finalmente se conoce el resultado, Apollo ha ganado a los puntos por decisión dividida. Todo el mundo empieza a gritar disconforme, Apollo y su equipo se abrazan y saltan, pero Rocky no presta atención, pues aunque ha estado a punto de ganarle al campeón del mundo y los reporteros lo buscan como una estrella, para él solo hay una cosa en la cabeza: entre el escándalo, empieza a gritar el nombre de Adrianne varias veces. Ella aparece entre el público, se dirige corriendo al ring, y allí arriba Rocky le dice: «Te amo».

## Reparto
- Sylvester Stallone - Rocky Balboa
- Talia Shire - Adrianna «Adrian» Pennino
- Burt Young - Paulie Pennino
- Carl Weathers - Apollo Creed
- Burgess Meredith - Mickey Goldmill
- Thayer David - George «Miles» Jergens
- Joe Spinell - Tony Gazzo
- Tony Burton - Tony «Duke» Evers
- Pedro Lovell - La Araña Rico

### Cameos
Ya que el personaje de Apollo Creed estaba claramente influido por la vida real de Muhammad Ali, resultó particularmente singular el cameo en la película de Joe Frazier, gran rival de Ali y con el que combatió hasta tres veces.
En la ceremonia de entrega de los Premios Óscar de 1977 Stallone y Ali tuvieron un pequeño enfrentamiento cómico que acabó amigablemente, donde se demostró que Ali no se había sentido ofendido por la película.
Dado el poco presupuesto de la película, algunos miembros de la familia Stallone trabajaron como actores secundarios. El padre de Stallone es quien toca la campana al inicio y final de cada asalto, su hermano interpreta a un cantante callejero, y su primera mujer, Sasha, hace de fotógrafa.
Motivado también por el poco presupuesto, en la escena del combate final no tenían presupuesto suficiente para pagar a los extras que debían llenar el pabellón del combate, por lo que se puede apreciar que hay más público en los últimos asaltos que en los primeros, debido a que la pelea se rodó de adelante hacia atrás por ser más fácil ir quitando maquillaje que ir añadiéndolo.
Otros cameos incluyen al periodista deportivo de la televisión de Los Ángeles Stu Nahan, haciendo de sí mismo. Lloyd Kaufman, fundador de la compañía de películas independientes Troma, hace de borracho y la presentadora del noticiero del Canal 7 de Detroit tiene un pequeño papel como periodista.

## Producción
Hay una película de 1956 muy parecida: Somebody Up There Likes Me, protagonizada por Paul Newman, que cuenta la vida del boxeador Rocky Graziano, aunque se mitifique la historia alegando que la idea original de Sylvester Stallone para Rocky le fue inspirada tras ver un combate entre Muhammad Ali y Chuck Wepner. El concepto de un pobre boxeador que era capaz de llegar hasta lo más alto, luchando contra todos y contra sí mismo, entusiasmó a Stallone. Escribió un guion que tituló Paradise Alley (La calle del Paraíso). Los productores Irwin Winkler y Robert Chartoff leyeron el guion y pidieron a Stallone una reunión. Allí, el actor desarrolló su idea sobre Rocky, que impresionó a Chartoff y conjuntamente con Winkler decidieron producir la película, con la condición de que ellos serían los primeros en ver el guion una vez que Stallone lo completara.
A pesar de todo en la película final hubo algunos cambios respecto al guion. La historia original tenía un tono más oscuro y triste. El entrenador de Rocky, Mickey, tenía un perfil claramente racista y el guion acababa con Rocky abandonando el boxeo porque no quería tener nada que ver con los métodos y la dinámica que envuelven el boxeo profesional.
Los productores estaban entusiasmados con el guion, pero no acababan de decidir si querían que Stallone hiciera el papel protagonista. También hubo problemas para elegir al resto de actores principales. Los actores que iban a interpretar a Adriana Pennino y Apollo Creed fueron seleccionados bastante tarde según los estándares habituales de producción (fueron seleccionados el mismo día). Según el Rocky Scrapbook (Libro de recortes de Rocky) la primera actriz elegida para el papel de Adriana fue Carrie Snodgress, pero por falta de acuerdo económico fue rechazada. La prueba de Talia Shire impresionó tanto a Stallone como a los productores. Su aspecto, su interpretación e, incluso, su voz, la convertían en la perfecta Adriana Pennino. El personaje de Apollo Creed iba a ser inicialmente para Ken Norton, pero este lo rechazó. Cuando se le hizo el casting a Carl Weathers, ni los productores, ni Stallone, ni el propio director, Avildsen, tuvieron dudas: su cuerpo atlético, su actitud chulesca y su potente y sarcástica voz le garantizaron el papel.
El sistema de filmación Garrett Brown's Steadicam, una cámara sujeta a un sistema de suspensión isoelástica para evitar que se moviera cuando el operador lo hacía, fue utilizado por primera vez en esta película en la escena en la que Rocky se entrena subiendo las escaleras del Museo de Arte de Filadelfia. La escena del combate final fue rodada en orden inverso, iniciándose con los actores cubiertos de maquillaje para simular la sangre y las heridas, y retirándolo poco a poco hasta llegar al principio del combate.

## Música
La banda sonora fue compuesta por Bill Conti. El tema principal, la canción «Gonna Fly Now» fue número 1 en la lista Billboard Magazines Hot 100 durante una semana (del 2 al 8 de julio de 1977) y el American Film Institute la colocó en el puesto 58 en su AFI's 100 años... 100 canciones. La banda sonora fue reestrenada íntegramente en 1988 por EMI para CD y casete. Bill Conti también fue el compositor de Rocky II, III y V, y lo ha sido en la sexta entrega.
Aunque la versión de «Gonna Fly Now» de Bill Conti sea la más famosa, una versión del legendario trompetista Maynard Ferguson (de su álbum Conquistador) aparecida antes que la publicación de la banda sonora original de la película, vendió más discos que esta.

## Recepción
Rocky fue muy bien recibida por público y crítica cuando se estrenó en 1976. Roger Ebert del Chicago Sun-Times concedió a Rocky cuatro de cuatro estrellas. Box Office Magazine declaró que «el público concederá a Sylvester Stallone el status de nueva estrella». Phil Villarreal del Arizona Daily Star elogió la interpretación de Stallone diciendo que «Stallone se adueña de la película con su aspecto adormilado, su pesimismo y su carácter indomable». Sin embargo Vincent Canby del New York Times, catalogó la película como «un producto de los años 1930» y sobre la interpretación de Stallone y, sobre todo, la dirección de Avildsen dijo que «no son demasiado firmes».[cita requerida]
Cuarenta años más tarde, la película se considera un clásico y sigue recibiendo buenas críticas. Los cinéfilos de la página web IMDb la han puntuado con un 8,1 sobre diez y en Rotten Tomatoes posee una aprobación de 94 %. En la sección de películas de la página web de la BBC, el crítico de cine Almar Haflidason y los usuarios en línea de la BBC le conceden un 5/5.

## Premios
| Premio                              | Categoría                                                                 | Candidato(s)                                                         | Resultado             |
| ----------------------------------- | ------------------------------------------------------------------------- | -------------------------------------------------------------------- | --------------------- |
| Premios Óscar                       | Mejor película                                                            | Robert Chartoff, Irwin Winkler                                       | Ganadora              |
| Premios Óscar                       | Mejor director                                                            | John G. Avildsen                                                     | Ganador               |
| Premios Óscar                       | Mejor actor                                                               | Sylvester Stallone                                                   | Candidato             |
| Premios Óscar                       | Mejor actriz                                                              | Talia Shire                                                          | Candidata             |
| Premios Óscar                       | Mejor actor de reparto                                                    | Burt Young                                                           | Candidato             |
| Premios Óscar                       | Mejor actor de reparto                                                    | Burgess Meredith                                                     | Candidato             |
| Premios Óscar                       | Mejor guion original                                                      | Sylvester Stallone                                                   | Candidato             |
| Premios Óscar                       | Mejor montaje                                                             | Richard Halsey, Scott Conrad                                         | Ganadores             |
| Premios Óscar                       | Mejor canción original                                                    | «Gonna Fly Now» Bill Conti, Carol Connors, Ayn Robbins               | Candidatos            |
| Premios Óscar                       | Mejor sonido                                                              | Harry W. Tetrick, William L. McCaughey, Lyle J. Burbridge, Bud Alper | Candidatos            |
| Premios Globo de Oro                | Mejor Película - Drama                                                    | Robert Chartoff, Irwin Winkler                                       | Ganadora              |
| Premios Globo de Oro                | Mejor director                                                            | John G. Avildsen                                                     | Candidato             |
| Premios Globo de Oro                | Mejor actor - Drama                                                       | Sylvester Stallone                                                   | Candidato             |
| Premios Globo de Oro                | Mejor actriz - Drama                                                      | Talia Shire                                                          | Candidata             |
| Premios Globo de Oro                | Mejor guion                                                               | Sylvester Stallone                                                   | Candidato             |
| Premios Globo de Oro                | Mejor banda sonora                                                        | Bill Conti                                                           | Candidato             |
| Premios BAFTA                       | Mejor película                                                            | Robert Chartoff, Irwin Winkler                                       | Candidata             |
| Premios BAFTA                       | Mejor director                                                            | John G. Avildsen                                                     | Candidato             |
| Premios BAFTA                       | Mejor actor                                                               | Sylvester Stallone                                                   | Candidato             |
| Premios BAFTA                       | Mejor guion original                                                      | Sylvester Stallone                                                   | Candidato             |
| Premios BAFTA                       | Mejor montaje                                                             | Richard Halsey, Scott Conrad                                         | Candidatos            |
| Blue Ribbon Awards                  | Mejor película extranjera                                                 | Robert Chartoff, Irwin Winkler                                       | Ganadora              |
| Premio David di Donatello           | Mejor actor extranjero                                                    | Sylvester Stallone                                                   | Ganador               |
| Premios Eddie                       | Mejor montaje                                                             | Richard Halsey, Scott Conrad                                         | Ganadores             |
| Premios del Sindicato de Directores | Mejor película                                                            | Robert Chartoff, Irwin Winkler                                       | Ganadora              |
| Kansas City Film Critics Circle     | Mejor película                                                            | Robert Chartoff, Irwin Winkler                                       | Ganadora              |
| Kansas City Film Critics Circle     | Mejor actor                                                               | Sylvester Stallone                                                   | Ganador               |
| LAFCA                               | Mejor película                                                            | Robert Chartoff, Irwin Winkler                                       | Ganadora              |
| New York Film Critics Circle Awards | Mejor actriz de reparto                                                   | Talia Shire                                                          | Ganadora              |
| Writers Guild of America            | Mejor guion                                                               | Sylvester Stallone                                                   | Candidato             |
| National Society of Film Critics    | Mejor actriz de reparto                                                   | Talia Shire                                                          | Candidata (2.º lugar) |
| National Board of Review            | 10 películas destacadas                                                   | 10 películas destacadas                                              | Incluida              |
| National Board of Review            | Mejor actriz de reparto                                                   | Talia Shire                                                          | Ganadora              |
| Premios de la Academia Japonesa     | Mejor película extranjera                                                 | Robert Chartoff, Irwin Winkler                                       | Ganadora              |
| Premios Grammy                      | Mejor álbum de banda sonora para película, televisión u otro medio visual | Bill Conti                                                           | Candidato             |

Rocky también ha aparecido en algunas de las listas AFI 100 años... del American Film Institute (listas que elaboran las 100 mejores películas de la historia, por categorías, actores, escenas, géneros, etc.)
- AFI's 10 Top 10, posición número 2 en la categoría «película de deporte».
- AFI's 100 años... 100 películas, posición número 78.[24]
- AFI's 100 años... 100 inspiraciones, posición número 4.[25]
- AFI's 100 años... 100 frases, posición número 80: ¡Yo, Adrianna!.[26]
- AFI's 100 años... 100 héroes y villanos, Héroe: posición número 7: Rocky Balboa.[27]
- AFI's 100 años... 100 películas de suspense, posición número 52.
- AFI's 100 años... 100 películas (edición 10.º aniversario), posición número 57.
- AFI's 100 años... 100 canciones, posición número 58: "Gonna Fly Now".

El Directors Guild of America (Gremio de directores de América) le concedió a Rocky su premio anual por ser la mejor película de 1976 y en 2006 el Writers Guild of America (Gremio de guionistas de Estados Unidos) colocó el guion original de Sylvester Stallone como el número 78 de los mejores guiones de la historia.

## Influencias culturales

### «Rocky steps»
La famosa escena de los Rocky steps (los escalones de Rocky, nombre popular de la escalera del Museo de Arte de Filadelfia que Stallone inmortalizó en la película) se ha convertido en un icono cultural. En 1982, una estatua patrocinada por el propio Stallone para la promoción de Rocky III se colocó en lo alto de la escalinata. El director de comercio de la ciudad, Dick Doran, declaró que nadie había hecho más por la imagen de la ciudad que Stallone y Rocky «desde Benjamin Franklin».
Discrepancias de opinión sobre la estatua y el lugar en que estaba colocada condujeron a su reubicación en el exterior del Philadelphia Spectrum Arena, aunque la estatua fue devuelta temporalmente a su ubicación original en 1990 por el estreno de Rocky V, y en 2006, por el trigésimo aniversario del primer Rocky (aunque esta vez fue colocada en la base de la escalinata). Ese mismo año fue definitivamente movida a su actual ubicación, en un lateral de la escalinata.
En 2014 se anunció que la escalinata podría ser modificada con una demolición parcial, al proyectarse una ampliación del museo de Filadelfia. Esta obra, diseñada por Frank Gehry, plantea ganar espacio en el subsuelo de la escalinata mediante una perforación.

### Otros
Para aprovechar el éxito de la película Rocky, la película pornográfica The Party at Kitty and Stud's (1970) fue reestrenada como The Italian Stallion, en referencia al apodo de Rocky. La película estaba protagonizada por un joven Sylvester Stallone (Stud) en la que fue su primera incursión en el cine a los 24 años, y por Henrietta Holm (Kitty).
Rocky generó siete secuelas: Rocky II, Rocky III, Rocky IV, Rocky V, Rocky Balboa, Creed y Creed II.

## Doblaje
| Personaje                     | Actor original (Estados Unidos) | Actor de voz (España)    | Actor de voz (Hispanoamérica - doblaje original) | Actor de voz (Hispanoamérica - redoblaje) | Actor de voz (Hispanoamérica - redoblaje DVD) | Actor de voz (Hispanoamérica - redoblaje) |
| ----------------------------- | ------------------------------- | ------------------------ | ------------------------------------------------ | ----------------------------------------- | --------------------------------------------- | ----------------------------------------- |
| Rocky Balboa                  | Sylvester Stallone              | Ricardo Solans           | Eduardo Liñán                                    | Salvador Delgado                          | Víctor Hugo Aguilar                           | Miguel Ángel Álvarez                      |
| Adriana Pennino               | Talia Shire                     | Rosa Guiñón              | Diana Santos                                     | Araceli de León                           | Rommy Mendoza                                 | Fanny Kock                                |
| Paulie Pennino                | Burt Young                      | Joaquín Díaz             | Álvaro Tarcicio                                  | César Arias                               | Arturo Mercado                                |                                           |
| Apollo Creed                  | Carl Weathers                   | Constantino Romero       | Guillermo Romano                                 | Jorge Santos                              | Salvador Delgado                              |                                           |
| Mickey Goldmill               | Burgess Meredith                | Luis Posada Mendoza      | Carlos Petrel                                    | Miguel Ángel Sanromán                     | Carlos Becerril                               |                                           |
| Tony Gazzo                    | Joe Spinell                     | Dionisio Macías          | Elgar Pedrini                                    | Herman López                              | Roberto Sen                                   |                                           |
| Hombre de la pista de hielo   | George Memmoli                  | Antonio Gómez de Vicente | Sergio Barrios                                   |                                           |                                               |                                           |
| Marie                         | Jodi Leticia                    | Marta Angelat            | Sylvia Garcel                                    | Rossy Aguirre                             | Mariana Ortiz                                 |                                           |
| Duke                          | Tony Burton                     | Pepe Mediavilla          | Roberto Alexander                                | Alejandro Villeli                         | Salvador Nájar                                |                                           |
| Presentador del Club de Boxeo | Billy Sands                     | José María Angelat       | Federico Romano                                  | José Luis Orozco                          | Guillermo Coria                               |                                           |
| Secretaria                    | Shirley O´Hara                  | Enriqueta Linares        | Rosanelda Aguirre                                | Liza Willert                              |                                               |                                           |
| Diana Lewis                   | Diana Lewis                     | María Luisa Solá         | Guadalupe Romero                                 |                                           |                                               |                                           |
| George Jergens                | Thayer David                    | Rafael Luis Calvo        | Jesús Colín                                      | Jesse Conde                               |                                               | Manuel Pérez Durán                        |
| Comentarista Stu Nahan        | Stu Nahan                       | Rogelio Hernández        | Antonio Raxel                                    | Humberto Vélez                            |                                               |                                           |